# エイミーストリートジャパン
エイミーストリートジャパン(Amie Street Japan)は音楽配信事業を展開する会社である。
現在は事業を中止している。

## 概要
エイミーストリートジャパンは、インディーズアーティストの楽曲を配信する音楽配信サービス「エイミーストリートジャパン」を展開していた。

## 主な株主
括弧内の株式の所有割合は2007年12月5日現在
- ターボリナックス株式会社 (100%)

## 沿革
- 2007年10月22日 - 親会社のターボリナックス株式会社が、エイミーストリートジャパン株式会社を設立。
- 2007年12月5日 - 楽曲配信サービス「エイミーストリートジャパン」を開始。
- 2008年8月? - エイミーストリートジャパンのサイトが消滅。
- 2008年9月1日 - 従業員が0人に[1]
- 2009年2月10日 - 事業中止[1]